# Titularbistum Arsennaria
Arsennaria ist ein Titularbistum der römisch-katholischen Kirche.
Es geht zurück auf einen untergegangenen Bischofssitz in der gleichnamigen antiken Stadt, die in der römischen Provinz Mauretania Caesariensis (heute nördliches Algerien) lag.
| Nr. | Name                               | Amt                                               | von               | bis               |
| --- | ---------------------------------- | ------------------------------------------------- | ----------------- | ----------------- |
| 1   | Auguste Jauffrés                   | emeritierter Bischof in Tarentaise (Frankreich)   | 7. Dezember 1961  | 10. Dezember 1970 |
| 2   | Benedict Singh                     | Weihbischof in Georgetown (Guyana)                | 16. Januar 1971   | 12. August 1972   |
| 3   | Nicolas Ravitarivao                | Weihbischof in Tananarive (Madagaskar)            | 18. Dezember 1972 | 1. Dezember 1989  |
| 4   | José Alberto Rozo Gutiérrez SMM    | Apostolischer Vikar von Puerto Gaitán (Kolumbien) | 22. Dezember 1999 | 24. Mai 2018      |
| 5   | António Juliasse Ferreira Sandramo | Weihbischof in Maputo (Mosambik)                  | 7. Dezember 2018  | 8. März 2022      |
| 6   | Joseph Bùi Công Trác               | Weihbischof in Ho-Chi-Minh-Stadt (Vietnam)        | 1. November 2022  |                   |